# Zhou Haibin
Dans ce nom chinois, le nom de famille, Zhou, précède le nom personnel.
Zhou Haibin (en chinois : 周海滨), né le 19 juillet 1985, est un footballeur chinois jouant comme milieu avec le PSV Eindhoven. Il fait partie de l'équipe nationale de Chine.

## Fond
En octobre 1999 à 14 ans, Zhou Haibin s'inscrit dans l'école de football du Shandong Luneng Taishan, et a gagné le championnat national des moins de 17 ans de cette même année.
En 2000, il est appelé en équipe nationale de Chine des moins de 16 ans.
En 2001, il gagne le championnat national des moins de 17 ans. Durant la deuxième moitié de la saison 2002-2003, il faisait partie de l'équipe première de Shandong Luneng Taishan.

### Position
Zhou Haibin est un joueur de milieu de terrain défensif. Il joue mieux en milieu défensif mais peu bien sûr jouer comme milieu droit et milieu gauche. Il est sélectionné en équipe nationale à seulement 21 ans et représente sa nation dans la coupe d'Asie. Il est décrit par l'entraineur du PSV Eindhoven, Adrie van Kraay comme un vrai « joueur européen ».

## Carrière

### Shandong Luneng Taishan
Il inscrit son premier but le 31 juillet 2003 avec son équipe. Il a été considéré comme une star avec Shandong Luneng Taishan en 2003.
En SLT Zhou, il enregistre 21 buts tant que joueur de milieu de terrain. 18 buts en ligue, 1 en China FA Cup, 1 en CAF Champions League et 1 dans la coupe A3.

### PSV Eindhoven
Zhou a rejoint le PSV Eindhoven en février 2009 sur un transfert libre venu de Shandong Luneng Taishan.

### Équipe nationale
Le 1er juin 2004, il devient le plus jeune joueur à marquer pour l'équipe nationale de Chine en match amical contre la Hongrie.
Il a réellement joué pour le PSV Eindhoven et a déjà appris l'hymne nationale des Pays-Bas.

## Palmarès
- Championnat de Chine : 2006 et 2008
- Coupe de Chine : 2004